# Raf De Rycke
Raphaël Florent Marie (Raf) ridder De Rycke (Zelzate, 5 mei 1947) is een Vlaams econoom, auteur en voorzitter van de Organisatie Broeders van Liefde.

## Levensloop
De Rycke studeerde toegepaste economische wetenschappen aan de Universitaire Faculteiten Sint-Ignatius in Antwerpen, oriëntatie internationale economie (1969), en werd geaggregeerde voor het hoger secundair onderwijs (1969).
Hij volgde diverse vervolmakingscyclussen voor het Beleid van Gezondheidsinstellingen ingericht door het Centrum voor Ziekenhuiswetenschap in Leuven: 
- marketing en strategisch denken in de gezondheidszorg;
- instrumenten voor financieel beheer;
- naar een responsabilisering van alle betrokkenen: is er plaats voor managed care in de Belgische gezondheidszorg?;
- beheersverantwoordelijkheid en haar implicaties;
- ziekenhuisfinanciering: systemen en modaliteiten.

Hij volgde in 2007 ook de basisopleiding "instrumenten voor deugdelijk bestuur" van GUBERNA, het Instituut voor Bestuurders.

## Activiteiten
Van 1969 tot 1971 was De Rycke leraar economische wetenschappen aan het Sint-Laurensinstituut in Zelzate. Na zijn legerdienst (1971-72) was hij van 1972 tot 1987 verantwoordelijke voor administratieve, financiële, fiscale en sociaal-rechterlijke aangelegenheden bij de Provincialaat van de Broeders van Liefde.
Van 1987 tot 1994 was hij adjunct-sectorverantwoordelijke voor de zorgverlening (geestelijke gezondheidszorg en orthopedagogische zorg) bij de Provincialaat der Broeders van Liefde en van 1994 tot 2006 volgde hij René Stockman op als sectorverantwoordelijke voor de zorgverlening (subsectoren geestelijke gezondheidszorg, orthopedagogische zorg, ouderenzorg en kinderopvang), bestuurder van de Provincialaat der Broeders van Liefde en van de a.s.b.l. Œuvres des Frères de la Charité.
In december 2006 werd hij afgevaardigd bestuurder van de Provincialaat der Broeders van Liefde voor de sectoren gewoon onderwijs, welzijn, buitengewoon onderwijs en verzorgingsinstellingen. In Vlaanderen bestuurt de vereniging tien psychiatrische ziekenhuizen. De Rycke was een tijdlang professioneel beheerder van de gezondheids-en welzijnsvoorzieningen voor alle Belgische scholen en instellingen van de Congregatie. Na zijn pensioen werd hij (ere)voorzitter van deze vzw.
Sedert 1998 is hij docent aan de EHSAL Management School voor het vak "Strategisch management in de gezondheids- en welzijnsvoorzieningen" (postgraduate opleiding). Sedert 2003 is hij gastdocent aan de Universiteit Gent, richting master in de verpleegkunde en vroedkunde voor hetzelfde vak. Hij is ook docent aan de Europese Hogeschool Brussel en is auteur van verscheidene sociaal-economische werken. In 2002 publiceerde hij Strategisch management voor de gezondheids- en welzijnssector.

## Mandaten en bestuursfuncties
- Zorgnet Vlaanderen: ondervoorzitter, bestuurder en bureaulid, voorzitter van de financieel-economische werkgroep, voorzitter van de werkgroep g.g.z.-concept, lid van het sectorieel bestuurscollege, voorzitter van de financiële opvolgingscommissie
- Voorzitter vzw Organisatie Broeders van Liefde
- Bestuurder De Vlier (beschut wonen in Zelzate)
- Voorzitter Walden (beschut wonen in Bierbeek)
- Lid van de Nationale Raad voor Ziekenhuisvoorzieningen (N.R.Z.V.), afdeling financiering
- Lid van de Permanente Werkgroep Psychiatrie van de N.R.Z.V.
- Bestuurder van de Koningin Fabiola Stichting voor Geestelijke Gezondheidszorg
- Voorzitter Avondvrede (woonzorgcentrum in Gent)
- Bestuurder Huize Vincent (woonzorgcentrum in Tielrode)
- Bestuurder en secretaris Neuro-Psychiatrische Kliniek Sint-Camillus, Sint-Denijs-Westrem
- Lid van de algemene vergadering van Werken Glorieux in Ronse (algemeen ziekenhuis, woonzorgcentrum en kinderdagverblijf)
- Voorzitter VAGGA (centrum geestelijke gezondheidszorg Antwerpen)
- Bestuurder Zuid Oost-Vlaanderen (centrum geestelijke gezondheidszorg)
- Lid van de algemene vergadering van de Regionaal Centrum voor geestelijke gezondheidszorg Deinze - Eeklo - Gent
- Lid van de algemene vergadering van de Vlaamse Vereniging voor Geestelijke Gezondheid
- Ondervoorzitter Platform Forensisch Psychiatrisch Centrum Gent
- Bestuurder Caritas Catholica
- Bestuurder Caritas Catholica Oost-Vlaanderen
- Lid van de adviesraad KADOC

## Publicaties
- Kunnen we nog gelukkig zijn in onze moderne consumptiemaatschappij? Met geduld en vertrouwen, in: Van Harte, 1995, nr. 4, blz. 32.
- Is er plaats voor managed care in de Belgische geestelijke gezondheidszorg?, in: Hospitalia, V.V.I., 1995, nr. 4, blz. 260-263.
- De aanvaarding van de grenzen van de groei, in: De Standaard, 9 januari 1996.
- De toekomst van de orthopedagogische zorgverlening, in: Met Zorg, vzw Guislain, jaargang 1, nr. 4, 1996, blz. 18-25.
- Waarheen met de gezondheidszorg vanuit een financieel perspectief?, Intercongregationeel Samenwerkingscentrum voor de Gezondheidszorg, monografie nr. 20, 4 juni 1996, blz. 18-31.
- Het degelijk laten functioneren van de wettelijke kaders, Duidelijke plaatsbepaling en positionering van het beheer, Aandacht voor een degelijk financieel-economisch beleid, in: Zorg op Maat met een Gelaat, Garant, Leuven-Apeldoorn, 1996.
- Evaluatie van de reconversie: feiten en cijfers, in: Acta Hospitalia, 1997, nr. 2.
- Ze zijn nog niet zo gek mijnheer, in: De Huisarts, nr. 422, 24 juni 1998.
- Organisatie van de geestelijke gezondheidszorg, Handboek gezondheidseconomie, 1999.
- Financieringssysteem voor psychiatrische ziekenhuisdiensten, in: Het Belgisch Ziekenhuis, 1999, nr. 238.
- Wetgeving inzake geestelijke gezondheidszorg, Handboek ziekenhuiswetgeving, Kluwer Editorial, 2000.
- Behandelnood als centraal gegeven, in: Artsenkrant, nr. 1288, 2000.
- Broeders van Liefde willen psychiatertijd billijk vergoeden, in: Artsenkrant, nr. 1288, 2000.
- Prioriteiten voor geestelijke gezondheidszorg, in: De Standaard, 3 oktober 2000.
- Krachtlijnen voor een christelijk geïnspireerd personeelsbeleid, in: Tertio, 11 oktober 2000.
- Samenwerking in de forensische zorg in Nederland, in: Hospitalia, april-juni 2001.
- Geestelijke zorg en forensische psychiatrie schouder aan schouder, in: Artsenkrant, nr. 1387, 2001.
- Psychiatrische zorg moet betaalbaar blijven, in: In Zicht, november 2002.
- Geïnterneerden krijgen eindelijk aangepaste behandeling, in: Artsenkrant, nr. 1387, 2001.
- Strategisch management voor de gezondheids- en welzijnssector, Lannoo, Tielt, 2002.
- Samenwerken om lacunes ziekenhuiswet te overstijgen, in: Intra Muros, april-mei-juni 2003.
- Strategisch management in de gezondheidszorg, in: Artsenkrant, 10 juni 2003.
- Wat je zegt en wat je doet moet hetzelfde zijn, in: Van Harte, november – december 2003.
- De eerste stem over de oudere persoon, in: Van Harte, nr. 3, 2005.
- Categorale zorg in de geestelijke gezondheidszorg, in: Acta Hospitalia, 2006.
- Opvang geïnterneerden op Waalse leest, in: Artsenkrant, 14 februari 2006.
- Toch groen licht voor forensische psychiatrie, in: Tertio, 22 februari 2006.
- Forensische proefprojecten in Vlaanderen voor patiënten met een gemiddelde veiligheidsgraad, in: De orde van de dag, juni 2006.
- Verdere afbouw psychiatrische bedden niet zonder risico in: Artsenkrant, 20 juni 2006
- Eén Vlaming op drie kampt met een psychiatrisch probleem, in: Het Laatste Nieuws, 12 juni 2006.
- De grenzen van de vrijheid, in: EOSmagazine, oktober 2006.
- Onderzoek voor betere zelfmoordpreventie, in: Artsenkrant, 24 oktober 2006.
- Palliatieve zorg is een recht, euthanasie niet, in: Tertio, 22 november 2006.
- RIZIV financiert 78 therapeutische projecten, in: Artsenkrant, 3 april 2007.
- Dweilen met de kraan open: komen er toch coffeeshops aan de Nederlandse grens?, in: De Standaard, 24 april 2007.
- Werken aan imago en beeldvorming, in: Kiosk nr. 73, juni 2007.
- Kroniek van een directieseminarie, in: Van Harte, nr. 3, 2007.
- Behandeling van seksueel delinquenten werkt, in: De Standaard, 22 augustus 2007.
- Niet repressiever, maar duidelijker over drugs: aanbevelingen voor nieuwe regering inzake drugsbeleid, in: Tertio, 22 augustus 2007.
- Euthanasie niet toegelaten in psychiatrische ziekenhuizen Broeders van Liefde, in: De Huisarts, 20 september 2007.
- Waarden op de weegschaal, in: Kerk en Leven, 10 oktober 2007.
- Aantal geïnterneerden groeit met 82 % in tien jaar, in: Artsenkrant, 9 november 2007.
- Te veel kinderen ontsporen, in: De Standaard, 29 januari 2008.
- Psychiatrie meer maatschappelijk ingebed, in: De Huisarts, 27 maart 2008.
- Hulp bij zelfdoding is een brug te ver, in: De Huisarts, 17 april 2008.
- Trop d’enfants déraillent, in: La Libre Belgique, 18 avril 2008.
- Geen coffeeshops aan Nederlandse grens, in: Tertio, 23 april 2008.
- Moderne communicatiemiddelen verhogen kans op zelfdodingen, in: De Standaard, 29 april 2008.
- Behoud de A2-opleiding verpleegkunde, in: Artsenkrant, 13 mei 2008.
- Cannabis verbieden én sensibiliseren, in: De Huisarts, 15 mei 2008.
- De lessen van Ait Oud, in: De Standaard, 28 mei 2008.
- Naar mobiele psychiatrische equipes, in: De Huisarts, 29 mei 2008.
- Toerekeningsvatbaar?, in: De Huisarts, 29 mei 2008.
- Wie lang in de psychiatrie zit, is tot armoede veroordeeld, in: De Morgen, 4 juli 2008.
- Geesteszieken, het zwakke broertje, in: De Huisarts, 10 juli 2008.
- Ethiek gevraagd in de bedrijfswereld, in: De Standaard, 26 & 27 juli 2008.
- Vergoeding topmanagers in ethisch perspectief: markt gaat voorbij aan rechtvaardigheid, in: Tertio, 20 augustus 2008.
- Pedofiel verbannen kan niet, in: De Standaard, 9 oktober 2008.
- Geïnterneerden in 2012 uit gevangenissen, in: De Huisarts, 9 oktober 2008.
- Maatschappelijk rentmeesterschap: wie is verantwoordelijk voor financiële crisis?, in: Tertio, 15 oktober 2008.
- De aandelen van de Kerk: moet de Kerk aan marketing doen om weer “in” te zijn?, in: Kerk en Leven, 22 oktober 2008.
- Welvaart en welzijn niet hand in hand: samenleving moet mentaliteit snel bijsturen, in: Tertio, 26 november 2008.
- Stop de babyhandel, in: De Standaard, 5 december 2008.
- Hoe bescherm je de maatschappij, in: De Standaard, 26 januari 2009.
- Assisen of internering voor de dader van de waanzinnige steekpartij in Dendermonde?, in: De Huisarts, 29 januari 2009.
- Lessen trekken uit de crisis, in: De Standaard, 28 februari 2009.
- Pedofielenwebsite, in: Tertio, 4 maart 2009.
- Kinderpsychiatrie zit verlegen om meer middelen, in: Artsenkrant, 17 maart 2009.
- Getrouwd gezinsleven draagt bij tot beter gezinsleven, in: Tertio, 18 maart 2009.
- Drietrapsmodel voor verpleegkunde, in: De Huisarts, 19 maart 2009.
- Laat politie en psychiatrie samenwerken, in: De Standaard, 21 maart 2009.
- Openheid over klinische studies, Trends voor Specialisten, 21 april 2009.
- Pedofilie is een ziekte als een andere”, in: De Standaard online, 22 april 2009.
- Pedofielenwebsite is verwerpelijk, in: De Huisarts, 30 april 2009.
- Gratis drugstests beperken, in: Tertio, 13 mei 2009.
- Is er nog een uitweg voor de drugsproblematiek, in: De Standaard online, 18 mei 2009.
- Commercialisering is geen wondermiddel voor zorgbeleid, in: De Tijd, 28 mei 2009.
- Welke lessen kunnen we trekken uit het schoolincident van Hoegaarden?, in: De Standaard, 29 mei 2009.
- Hoe seksueel misbruik in instellingen voorkomen?, in: De Standaard, 19 juni 2009.
- Zin en onzin van het testen van de kwaliteit van drugs, in: Kerk en Leven, 24 juni 2009.
- Huwelijkswaarden in balans, in: Van Harte, juni 2009.
- Commercialisering geen wondermiddel, in: Zorgwijzer, juni 2009.
- Geloof in trouw wankelt, in: Tertio, 1 juli 2009.
- (samen met Paul Gemmel) Strategisch management voor de gezondheids- en welzijnssector, volledig herwerkte uitgave, Tielt, 2011

## Adel
Bij Koninklijk Besluit van 13 juli 2012 werd hij in de Belgische erfelijke adel opgenomen, met de persoonlijke titel van ridder.